# Giochi della XVI Olimpiade
I Giochi della XVI Olimpiade (in inglese: Games of the XVI Olympiad), noti anche come Melbourne 1956, si svolsero a Melbourne, in Australia, dal 22 novembre all'8 dicembre 1956. Si tratta dei primi Giochi olimpici disputati nell'emisfero meridionale.

## Assegnazione
Melbourne è stata scelta come città ospitante dei giochi olimpici superando Buenos Aires, Città del Messico, Montréal, Los Angeles, Detroit, Chicago, Minneapolis, Filadelfia e San Francisco; il 28 aprile 1949, alla 43ª sessione del CIO svoltasi a Roma.
| Città             | Paese       | 1º giro | 2º giro | 3º giro | 4º giro |
| ----------------- | ----------- | ------- | ------- | ------- | ------- |
| Melbourne         | Australia   | 14      | 18      | 19      | 21      |
| Buenos Aires      | Argentina   | 9       | 12      | 13      | 20      |
| Los Angeles       | Stati Uniti | 5       | 4       | 5       | —       |
| Detroit           | Stati Uniti | 2       | 4       | 4       | —       |
| Città del Messico | Messico     | 9       | 3       | —       | —       |
| Chicago           | Stati Uniti | 1       | —       | —       | —       |
| Cali              | Colombia    | 1       | —       | —       | —       |
| Filadelfia        | Stati Uniti | 1       | —       | —       | —       |
| San Francisco     | Stati Uniti | 0       | —       | —       | —       |
| Montréal          | Canada      | 0       | —       | —       | —       |

## Sviluppo e preparazione
I Giochi si disputarono, per la prima volta, nell'emisfero sud del mondo, e quindi si tennero dal 22 novembre all'8 dicembre 1956, nella stagione estiva per gli australiani. Questo fatto rese però difficili le situazioni degli atleti provenienti dall'Europa e dagli Stati Uniti, che dovettero fare i conti con il violento sbalzo di temperatura. La scelta della sede fu però motivata dalla esigenza di universalizzare il più possibile le Olimpiadi che, invece, fino a quel momento erano state organizzate sempre in Europa e, solamente in due occasioni, negli Stati Uniti.

### Sedi di gara
Bisogna segnalare come le gare di equitazione si siano invece svolte a Stoccolma l'estate precedente, a causa delle rigidissime leggi australiane sull'importazione degli animali e la relativa profilassi. Questo fu il secondo caso di Olimpiade svoltasi in due nazioni diverse: il primo era avvenuto all'Olimpiade di Anversa nel 1920, quando una gara di vela era stata tenuta in un tratto di mare presso le coste dei Paesi Bassi.

#### Ballarat
- Lago Wendouree – Canoa, Canottaggio

#### Melbourne
- Broadmeadows – Ciclismo (strada)
- Hockey Field - Hockey su prato
- Melbourne Cricket Ground – Atletica, Hockey su prato (finale), Calcio (finale)
- Oaklands Hunt Club – Pentathlon moderno (equitazione, esecuzione)
- Olympic Park Stadium - Calcio
- Baia di Port Phillip - Vela
- Royal Exhibition Building – Basket (finale), Pentathlon moderno (scherma), Sollevamento Pesi, Wrestling
- St Kilda Town Hall – Scherma
- Stadio del nuoto/Diving - Tuffi, Pentathlon moderno (nuoto), Nuoto, Pallanuoto
- Velodromo – Ciclismo (pista)
- Stadio di west Melbourne – Basket, Pugilato, Ginnastica
- Williamstown – Pentathlon moderno (tiro), Tiro (pistola, fucile)

#### Stoccolma
- Lill-Jansskogen –Equitazione
- Stadio Olimpico – Equitazione
- Ulriksdal – Equitazione

### Simboli

#### Fiaccola

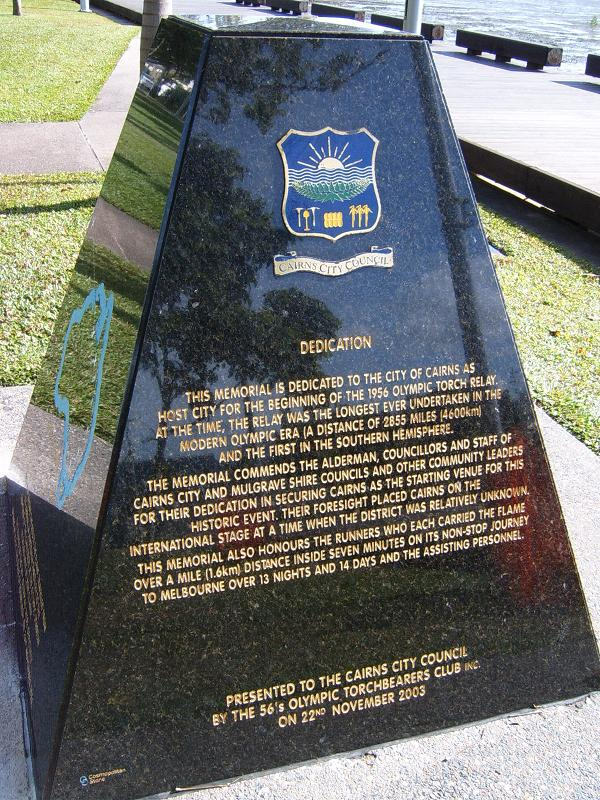
Monumento della città di Cairns alla Fiamma olimpica

La Fiamma olimpica raggiunse Melbourne il 22 novembre 1956, dopo essere stata accesa a Olimpia il 2 novembre.

##### Il percorso
- I corridori greci prendono la fiamma ad Atene.
- La fiamma viene trasportata da aerei Qantas Super Constellation Orizzonte Sud a Darwin, nel territorio nord.
- Un bombardiere della Royal Australian Air Force English Electric Canberra vola a Cairns, Queensland, dove arriva il 9 novembre 1956.
- Il sindaco di Cairns, Assessore W.J. Fulton, è il primo australiano ad accendere la torcia.
- Il primo corridore australiano è Con Verevis, di ascendenza greca.
- La fiamma è trasportata lungo la costa orientale dell'Australia usando cannelli di alluminio pressofuso dal peso di circa 1,8 kg.
- La fiamma giunge a Melbourne il 22 novembre 1956.
- La fiamma olimpica viene usata per accendere il braciere allo stadio da Ron Clarke.

## I Giochi

### Paesi partecipanti

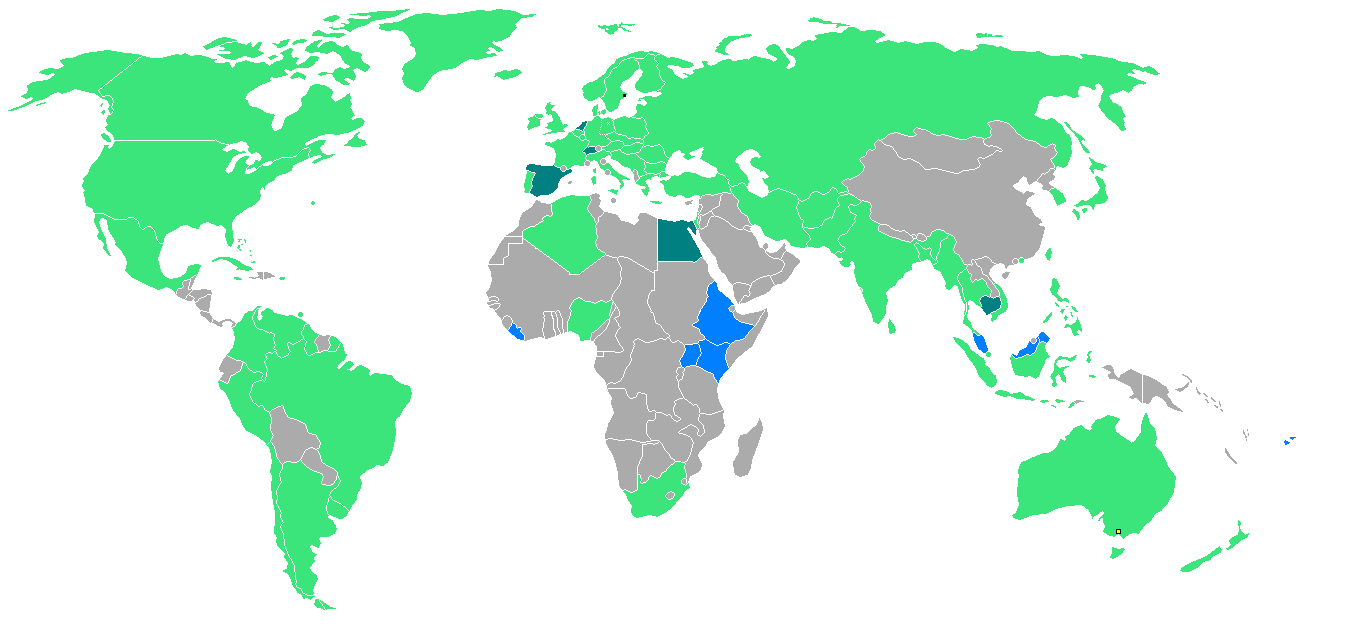
Nazioni partecipanti

Ai Giochi della XVI Olimpiade parteciparono 72 paesi. Tuttavia, a causa delle tensioni belliche attorno al canale di Suez e dell'occupazione dell'Ungheria da parte dell'esercito sovietico, ancora una volta il momento storico sembrò poco congeniale per confermare gli entusiasmi degli sportivi. Alcune nazioni, come la Svizzera, i Paesi Bassi e la Spagna, boicottarono i Giochi in segno di protesta contro l'Unione Sovietica, mentre Egitto, Iraq e Libano a causa delle tensioni attorno al canale di Suez. Infatti il numero delle Nazioni presenti a Melbourne fu inferiore a quello di Helsinki, anche se il numero delle competizioni fu ampliato da 149 a 153.
La Germania gareggiò con un'unica squadra sotto la classica bandiera nera-rosso-gialla con i 5 cerchi. Questa formazione parteciperà anche ai Giochi del 1960 e 1964, per poi scomparire alle Olimpiadi estive del 1968, dove Germania Ovest ed Germania Est parteciparono con due rappresentative diverse.

### Calendario degli eventi
| ● | Cerimonia di apertura | ● | Competizioni | ● | Numero Finali | ● | Cerimonia di chiusura |

| Cerimonia d'apertura  | ● |   |   |   |   |   |   |   |
| Equitazione           | ● | ● | ● | 2 | ● | 2 | 2 | 6 |
| Cerimonia di chiusura |   |   |   |   |   |   | ● |   |
| Finali                | 0 | 0 | 0 | 2 | 0 | 2 | 2 | 6 |

| Melbourne             | Melbourne     | Melbourne     | Melbourne     | Melbourne     | Melbourne     | Melbourne     | Melbourne     | Melbourne     | Melbourne     | Melbourne     | Melbourne     | Melbourne     | Melbourne     | Melbourne     | Melbourne     | Melbourne     | Melbourne     | Melbourne |
| Sport                 | Novembre 1956 | Novembre 1956 | Novembre 1956 | Novembre 1956 | Novembre 1956 | Novembre 1956 | Novembre 1956 | Novembre 1956 | Novembre 1956 | Dicembre 1956 | Dicembre 1956 | Dicembre 1956 | Dicembre 1956 | Dicembre 1956 | Dicembre 1956 | Dicembre 1956 | Dicembre 1956 | Finali    |
| Sport                 | 22            | 23            | 24            | 25            | 26            | 27            | 28            | 29            | 30            | 1             | 2             | 3             | 4             | 5             | 6             | 7             | 8             | Finali    |
| --------------------- | ------------- | ------------- | ------------- | ------------- | ------------- | ------------- | ------------- | ------------- | ------------- | ------------- | ------------- | ------------- | ------------- | ------------- | ------------- | ------------- | ------------- | --------- |
| Cerimonia d'apertura  | ●             |               |               |               |               |               |               |               |               |               |               |               |               |               |               |               |               |           |
| Atletica leggera      |               | 3             | 5             |               | 4             | 4             | 6             | 2             | 3             | 6             |               |               |               |               |               |               |               | 33        |
| Calcio                |               |               | ●             |               | ●             | ●             | ●             | ●             | ●             | ●             |               |               | ●             | ●             |               | ●             | 1             | 1         |
| Canoa/kayak           |               |               |               |               |               |               |               |               | 4             | 5             |               |               |               |               |               |               |               | 9         |
| Canottaggio           |               | ●             | ●             |               | ●             | 7             |               |               |               |               |               |               |               |               |               |               |               | 7         |
| Ciclismo              |               |               |               |               |               |               |               |               |               |               |               | ●             | 1             |               | 3             | 2             |               | 6         |
| Ginnastica            |               |               |               |               |               |               |               |               |               |               |               | ●             | ●             | ●             | ●             | 15            |               | 15        |
| Hockey su prato       |               | ●             | ●             |               | ●             | ●             | ●             |               | ●             |               |               | ●             |               |               | 1             |               |               | 1         |
| Lotta                 |               |               |               |               |               |               | ●             | ●             | ●             | 8             |               | ●             | ●             | ●             | 8             |               |               | 16        |
| Nuoto                 |               |               |               |               |               |               |               | ●             | 3             | 2             |               | 1             | 1             | 1             | 3             | 2             |               | 13        |
| Pallacanestro         | ●             | ●             | ●             |               | ●             | ●             | ●             | ●             | ●             | 1             |               |               |               |               |               |               |               | 1         |
| Pallanuoto            |               |               |               |               |               |               | ●             | ●             | ●             | ●             |               | ●             | ●             | ●             | ●             | 1             |               | 1         |
| Pentathlon moderno    |               | ●             | ●             |               | ●             | ●             | 1             |               |               |               |               |               |               |               |               |               |               | 1         |
| Pugilato              |               | ●             | ●             |               | ●             | ●             | ●             | ●             | ●             | 10            |               |               |               |               |               |               |               | 10        |
| Scherma               |               | 1             |               |               | 1             |               | 1             | 1             | 1             |               |               | 1             |               | 1             |               |               |               | 7         |
| Sollevamento pesi     |               | 2             | 2             |               | 3             |               |               |               |               |               |               |               |               |               |               |               |               | 7         |
| Tiro                  |               |               |               |               |               |               |               | ●             | 1             | 2             |               | ●             | 2             | 2             |               |               |               | 7         |
| Tuffi                 |               |               |               |               |               |               |               |               | ●             | 1             |               | ●             | 1             | ●             | 1             | 1             |               | 4         |
| Vela                  |               |               |               |               | ●             | ●             | ●             |               | ●             |               |               | ●             | ●             | 5             |               |               |               | 5         |
| Baseball              |               |               |               |               |               |               |               |               |               | ●             |               |               |               |               |               |               |               | -         |
| Football australiano  |               |               |               |               |               |               |               |               |               |               |               |               |               |               |               | ●             |               | -         |
| Cerimonia di chiusura |               |               |               |               |               |               |               |               |               |               |               |               |               |               |               |               | ●             |           |
| Finali                | -             | 6             | 7             | -             | 8             | 11            | 8             | 3             | 12            | 35            | -             | 2             | 5             | 9             | 16            | 21            | 1             | 144       |

### Avvenimenti principali
Nel contesto dell'occupazione dell'Ungheria da parte dell'esercito sovietico, si svolse la cosiddetta "partita del sangue nell'acqua", ovverosia la partita di pallanuoto tra la squadra nazionale ungherese, all'epoca campionessa olimpica uscente, e quella sovietica, che fu particolarmente violenta.

## Risultati

### Medagliere
La spedizione americana confermò il numero di medaglie complessivo, solo due in meno di Helsinki, però ottenne otto ori in meno, da 40 a 32, e soprattutto perse la "leadership" del medagliere a favore dell'Unione Sovietica che migliorò di ben 27 medaglie il suo bottino complessivo, passando, per di più, da 22 ori a 37 ori, mettendosi in luce un po' in tutte le discipline, dalla ginnastica al pugilato, dal canottaggio all'atletica leggera. La sorpresa positiva fu senza dubbio l'Australia, terza nel medagliere, che strabiliò per le prestazioni dei suoi atleti, soprattutto nel nuoto dove vinse per otto volte (su 13 eventi), superando ripetutamente i record olimpici (7 volte) e mondiali (3 volte). L'Ungheria conquistò il quarto posto nel medagliere, un'impresa ancora più rilevante se si considera che il paese, a quei tempi assoggettato all'Unione Sovietica, aveva intrapreso proprio in quell'anno la famosa insurrezione che aveva tolto alla squadra olimpica molti dei suoi atleti più forti, che erano o emigrati o peggio morti nel tentativo di liberare la loro città.
Sui sorprendenti progressi compiuti dai nuotatori australiani si spesero fiumi di inchiostro, fino ad arrivare alla conclusione che furono applicate anche in piscina le norme di allenamento dell'atletica leggera, quindi lunghe sedute di allenamento quotidiane, aiutate da una alimentazione ricca di proteine, e impreziosite da qualche ritocco alla tecnica del "'crawl". Risaltò la partecipazione unificata della Germania ai Giochi, dopo l'esclusione di Londra e la presenza della sola Germania Ovest a Helsinki: la rappresentativa unica, Ovest ed Est assieme, ottenne buoni risultati (6 ori), e verrà quindi riproposta finché fu sciolta alle Olimpiadi di Città del Messico. Infine, ottimo anche il bottino di medaglia della squadra italiana, quinta nel medagliere per la terza edizione di fila, e prima fra le nazioni europee occidentali. Gli atleti ungheresi parteciparono ai Giochi conquistando ben 9 ori ed ottenendo un lusinghiero quarto posto nel medagliere per nazioni, mentre a Helsinki erano stati terzi con 16 ori.
I padroni di casa australiani occuparono tutto il podio nei 100 m stile libero, sia maschili sia femminili, mentre il podio nella spada individuale fu tutto italiano con Pavesi, Delfino e Edoardo Mangiarotti rispettivamente oro, argento e bronzo.
| Posizione | Paese                     |     |     |     | Totale |
| --------- | ------------------------- | --- | --- | --- | ------ |
| 1         | Unione Sovietica          | 37  | 29  | 32  | 98     |
| 2         | Stati Uniti               | 32  | 25  | 17  | 74     |
| 3         | Australia                 | 13  | 8   | 14  | 35     |
| 4         | Ungheria                  | 9   | 10  | 7   | 26     |
| 5         | Italia                    | 8   | 8   | 9   | 25     |
| 6         | Svezia                    | 8   | 5   | 6   | 19     |
| 7         | Squadra Unificata Tedesca | 6   | 13  | 7   | 26     |
| 8         | Gran Bretagna             | 6   | 7   | 11  | 24     |
| 9         | Romania                   | 5   | 3   | 5   | 13     |
| 10        | Giappone                  | 4   | 10  | 5   | 19     |
| 11        | Francia                   | 4   | 4   | 6   | 14     |
| 12        | Turchia                   | 3   | 2   | 2   | 7      |
| 13        | Finlandia                 | 3   | 1   | 11  | 15     |
| 14        | Iran                      | 2   | 2   | 1   | 5      |
| 15        | Canada                    | 2   | 1   | 3   | 6      |
| 16        | Nuova Zelanda             | 2   | 0   | 0   | 2      |
| 17        | Polonia                   | 1   | 4   | 4   | 9      |
| 18        | Cecoslovacchia            | 1   | 4   | 1   | 6      |
| 19        | Bulgaria                  | 1   | 3   | 1   | 5      |
| 20        | Danimarca                 | 1   | 2   | 1   | 4      |
| 21        | Irlanda                   | 1   | 1   | 3   | 5      |
| 22        | Norvegia                  | 1   | 0   | 2   | 3      |
| 23        | Messico                   | 1   | 0   | 1   | 2      |
| 24        | Brasile                   | 1   | 0   | 0   | 1      |
| 24        | India                     | 1   | 0   | 0   | 1      |
| 26        | Jugoslavia                | 0   | 3   | 0   | 3      |
| 27        | Cile                      | 0   | 2   | 2   | 4      |
| 28        | Belgio                    | 0   | 2   | 0   | 2      |
| 29        | Argentina                 | 0   | 1   | 1   | 2      |
| 29        | Corea del Sud             | 0   | 1   | 1   | 2      |
| 31        | Islanda                   | 0   | 1   | 0   | 1      |
| 31        | Pakistan                  | 0   | 1   | 0   | 1      |
| 33        | Sudafrica                 | 0   | 0   | 4   | 4      |
| 34        | Austria                   | 0   | 0   | 2   | 2      |
| 35        | Bahamas                   | 0   | 0   | 1   | 1      |
| 35        | Grecia                    | 0   | 0   | 1   | 1      |
| 35        | Svizzera                  | 0   | 0   | 1   | 1      |
| 35        | Uruguay                   | 0   | 0   | 1   | 1      |
| Totale    | Totale                    | 153 | 153 | 163 | 469    |

### Protagonisti
- L'atleta australiana Betty Cuthbert viene soprannominata “Golden Girl” dopo aver vinto tre medaglie di oro nei 100 m, 200 m e nella staffetta 4×100.
- Un altro australiano, Murray Rose, vince tre medaglie d'oro nel nuoto.
- Il mezzofondista sovietico Vladimir Kuc vince sia i 5000 m che i 10000 m.
- László Papp difende il suo titolo di boxe nei pesi medi, guadagnando un terzo oro, impresa mai riuscita prima.
- La squadra nazionale indiana di hockey su prato vince il suo sesto oro consecutivo.
- L'algerino-francese Alain Mimoun vince il titolo della maratona, mentre il suo rivale di sempre Emil Zátopek giunge solamente sesto.
- Nella ginnastica femminile la sovietica Larisa Latynina si aggiudica 3 titoli e un secondo posto. Larisa Latynina parteciperà anche alle Olimpiadi di Roma e di Tokyo, e con ben 18 medaglie (tra oro, argento e bronzo) è a tutt'oggi la seconda atleta più medagliata (superata solo dal nuotatore Michael Phelps), nella storia delle Olimpiadi.
- Il canoista sovietico Vjačeslav Ivanov conquista la prima delle sue 3 medaglie olimpiche consecutive (1956, 1960, 1964).
- Nel ciclismo Ercole Baldini domina la prova individuale su strada e Leandro Faggin è medaglia d'oro nel chilometro con partenza da fermo e nell'inseguimento a squadre.